# Palais Inzaghi (Mehlplatz)

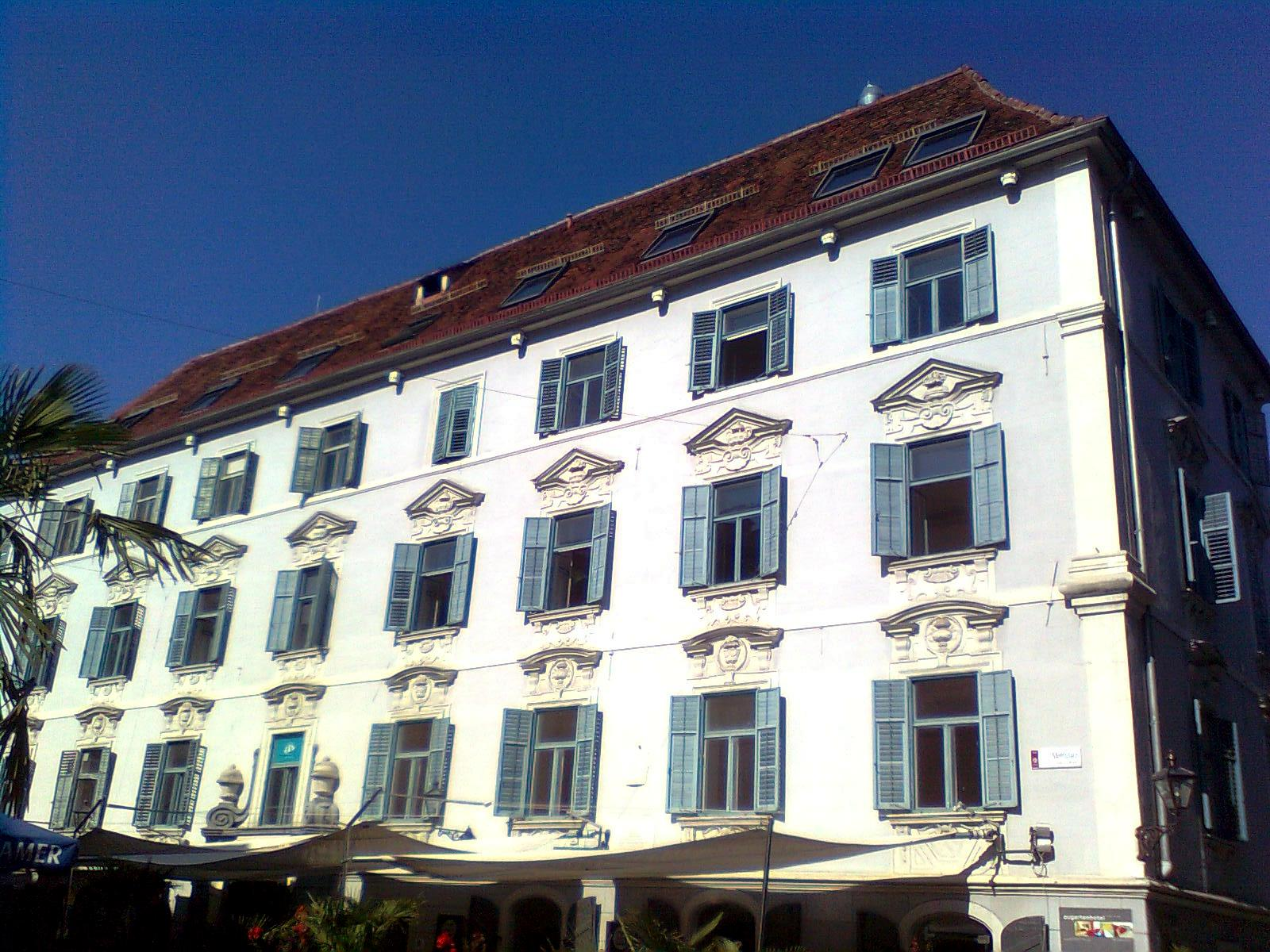
Palais Inzaghi am Mehlplatz

Das Palais Inzaghi ist ein ehemaliges Grazer Stadtpalais. Es befindet sich am Mehlplatz Ecke Prokopigasse im ersten Stadtbezirk Innere Stadt. Insgesamt gibt es in Graz drei Palais, die der Familie Inzaghi gehörten. Die beiden anderen stehen am Bischofplatz und in der Bürgergasse.

## Geschichte
Das Palais am Grazer „Mehlplatz“ wurde vermutlich in der ersten Hälfte des 16. Jahrhunderts errichtet und im 17. Jahrhundert von Domenico Rossi umgebaut. Der älteste Teil des Gebäudes führt die Prokopigasse entlang. Erbaut wurde das Palais Inzaghi im Jahr 1561. Eine Aufstockung wurde um 1660 durchgeführt und zwischen 1725 und 1730 erfolgte eine Barockisierung unter der Leitung des Baumeisters Johann Georg Stengg. Ab 1652 wird Graf Abondio Inzaghi als Eigentümer genannt.
Ende des 18. und Anfang des 19. Jahrhunderts war im Palais die „Taback- und Cameral-Siegelgefällen Administration nebst Tabackniederlassung“ untergebracht. Nach dem Brand des Grazer Schauspielhauses zu Weihnachten 1823 diente das Haus am „Mehlplatz“ dem Theater in den Jahren 1823 und 1824 als Ausweichquartier für seine Aufführungen. Der Haupttrakt wurde durch Franz Xaver Aichinger verbreitert. Zwischen 1900 und 1910 befand sich im Palais das „Öffentliche Musik-Bildungsinstitut“ unter der Leitung des Komponisten Robert Stolz. Im Jahr 1905 wurde das Nachbarhaus abgebrochen und die nun freigelegte Feuermauer wurde 1979 vom Künstler Roland Götschl bemalt. Ende der 1980er Jahre erfolgte eine Generalsanierung. Der erste Stock beherbergt ein Robert Stolz-Museum, das 1990/91 eingerichtet wurde. Heute befindet sich im Erdgeschoß eine Gaststätte.

## Architektur und Gestaltung
Der freistehende viergeschoßige Baublock besitzt einen L-förmigen Grundriss und trennt den „Färberplatz“ vom „Mehlplatz“. Die Schauseite am „Mehlplatz“ stammt von Johann Georg Stengg und weist zahlreiche Stuckverzierungen auf. Das Portal wird von Steinpfeilern flankiert, die große Steinvasen tragen. Es dürfte aus der Zeit um 1725/30 stammen und wird ebenfalls Johann Stengg zugeschrieben. Die eisenbeschlagenen Torflügel und das schmiedeeiserne Oberlichtgitter wurden erst bei einem Umbau im Jahr 1827 hinzugefügt. Die Fenster der beiden Hauptgeschoße besitzen barocke Stuckrahmungen.
In der „Prokopigasse“ befindet sich ein weiteres Portal mit einem Rundbogen-Steinrahmen und einem Maskaron-Schlussstein. Der hofseitige Treppenhausturm wurde vermutlich um 1770/80 von Joseph Hueber errichtet. Durch einen platzlgewölbten Stiegenaufgang gelangt man in die ehemaligen Wohnräume, die teilweise Stuckdecken mit Laub- und Bandelwerkmotiven aufweisen.